# Paginacja

Paginacja książki w górnych rogach stron

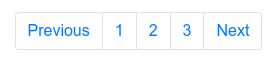
Przykład paginacji jako część interfejsu strony internetowej

Paginacja – przypisywanie kolejnych liczb (lub wyrażeń liczbowych) do kolejnych stron rękopisu, druku lub strony internetowej. Jedna z dwóch metod numeracji obok foliacji polegającej na numerowaniu kolejnych kart.
Paginacja jest sposobem liczenia i porządkowania wszystkich zapisanych stron znajdujących się w publikacji, niezależnie od tego, czy są one opatrzone liczbą (strony liczbowane), czy też są jej pozbawione (strony nieliczbowane, w bibliografiach oznaczane skrótem nlb.). W archiwistyce liczbowania dokonuje się za pomocą umieszczenia na danej stronie paginy.
Sposoby paginacji:
- paginacja ciągła – jedna w skali całego dzieła lub fizycznego tomu,
- paginacja wielokrotna (przerywana) – każda część tomu, np. kolejne dzieło, lub kolejne wydanie periodyku we wspólnej oprawie, posiadają własną paginację liczoną od początku.